# Гималайская полёвка
Гималайская полёвка (лат. Alticola roylei) — вид рода скальных полёвок (Alticola) из семейства хомяковых (Cricetidae). 

## Первоописание
Этот вид был описан Дж. Э. Греем в 1842 году из Кумаона (Kumaon) в Индии. Видовое название дано в честь родившегося в Индии британского ботаника  Джона Форбса Ройла.

## Систематика
Относится к подроду Alticola, группе видов A. roylei—A. argentatus. Когда-то считался самым широко распространенным видом Alticola в Центральной Азии, включая A. argentatus и многие его синонимы. После удаления серебристой полёвки (A. argentatus) из синонимики этого вида географическое и морфологическое определение A. roylei стало соответствовать определению, данному Хинтоном  в 1926 году  и Эллерманом  в 1941-м.

## Описание
Длина тела от 9,1 до 11,7 см, длина хвоста от 2,9 до 4,8 см. Информация о весе отсутствует. Верхняя сторона  темно-коричневого цвета, а брюшко - сероватое. Хвост резко двухцветный, верхняя сторона его темная  и нижняя светлая  сторона. На конце хвоста удлиненные волоки образуют небольшую кисточку. Отличия в деталях конструкции зубов отличают Alticola roylei от других членов семейства.

## Образ жизни
Эта полёвка обитает на южных склонах Гималаев в северной Индии и, возможно, в Непале. Она встречается на высотах от 2500 до 4300 метров над уровнем моря. Среда обитания состоит из лесов и горных массивов с каменистым грунтом. Особи активны в течение дня и поедают части растений. Образует колонии.

## Статус, опасности и охрана
МСОП отноит этот вид  к группе "близким к находящимся под угрозой исчезновения" (Near Threatened), поскольку предполагается, что его численность существенно сократилась (но, вероятно, меньше 30% за десять лет) из-за широко распространенной утраты среды обитания на большей части ее ареала, таким образом делая вид близким к тому, чтобы квалифицироваться как уязвимый по критерию A2c.
Основные угрозы виду связаны с деградацией мест обитания из-за перевыпаса и другими нарушениями.
Гималайская полёвка была обнаружена в национальном парке Нанда Деви. Рекомендуется провести полевые исследования, изучение естественной истории и мониторинг популяций данного вида.

### Рекомендуемые источники
- Gray, J. E. 1842. Description of some new genera and fifty unrecorded species of Mammalia. Ann. Mag. Nat. Hist. 10: 255–267.
- Kryštufek B., Shenbrot G. I., Gregori J.,  Benda P.,  Hutterer R. 2016. Taxonomic and geographic setting of Royle’s mountain vole Alticola roylei revisited. // Mammalia,  November 19, 2016